# Orophus
Orophus is een geslacht van rechtvleugeligen uit de familie sabelsprinkhanen (Tettigoniidae). De wetenschappelijke naam van dit geslacht is voor het eerst geldig gepubliceerd in 1859 door Saussure.

## Soorten
Het geslacht Orophus omvat de volgende soorten:
- Orophus acorifolius Haan, 1842
- Orophus aztecus Saussure & Pictet, 1898
- Orophus conspersus Brunner von Wattenwyl, 1878
- Orophus cribrosus Saussure & Pictet, 1898
- Orophus decoratus Walker, 1869
- Orophus elephas Brunner von Wattenwyl, 1878
- Orophus erosus Brunner von Wattenwyl, 1891
- Orophus ligatus Brunner von Wattenwyl, 1891
- Orophus martinicus Saussure & Pictet, 1898
- Orophus mexicanus Saussure, 1859
- Orophus otomius Saussure, 1859
- Orophus ovatus Brunner von Wattenwyl, 1878
- Orophus peruvianus Scudder, 1875
- Orophus precarius Piza, 1974
- Orophus tessellatus Saussure, 1861
- Orophus trianglatus Brunner von Wattenwyl, 1878